# Rathaus Biržai
Das Rathaus Biržai (litauisch Biržų rotušė) ist ein Verwaltungsgebäude in Biržai im Norden Litauens, Rotušės gatvė 10.

## Geschichte
1641 brannte das neu gebaute Rathaus Biržai. Im 17. Jahrhundert ließ Kristupas Radvila das Dach von der Kirche Alanta nehmen und dem Rathaus Biržai übertragen.
Im August 1923 wurde der Bau eines neuen Rathauses unter dem Projektleiter Bezirkstechniker Č. Brudnochas begonnen. und im September 1924 eröffnet.
Seit 2008 hat hier die Leitung des Regionalparks Biržai ihren Sitz.